# Chad McCarty
Chad McCarty (5 de outubro de 1977) é um ex-futebolista profissional estadunidense que atuava como defensor.

## Carreira
Chad McCarty representou a Seleção Estadunidense de Futebol nas Olimpíadas de 2000.